# John Templeton Bowen
John Templeton Bowen (ur. 8 lipca 1857 roku w Bostonie, zm. 3 grudnia 1940 tamże) – amerykański dermatolog.
Uzyskał stopień doktora nauk medycznych na Uniwersytecie Harvarda w 1884 r. W latach 1884–1887 kontynuował studia podyplomowe w Berlinie, Monachium i Wiedniu. W 1889 roku został mianowany asystentem zajmującym się chorobami skóry w Massachusetts General Hospital. W 1907 roku został profesorem Dermatologii w Harvard Medical School, a następnie został wybrany na Prezydenta Amerykańskiego Towarzystwa Dermatologicznego.

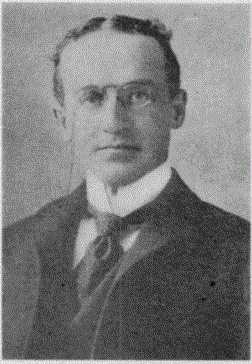
John Tempeton Bowen. Urodzony: 8 VII 1857, Boston, Massachusetts, USA. Zmarł: 3 XII 1940 Boston, Massachusetts, USA

W 1927 roku odszedł na emeryturę. Dr Bowen znany był z tego, że potrafił siedzieć godzinami przed mikroskopem, niż czytać przez jedną godzinę.
John lubił spokój i samotność. Nigdy się nie ożenił. Miał 84 lata, kiedy zmarł.
Amerykański dermatolog nie tylko jest znany z prac na temat stanów przedrakowych, ale również z wkładu na rzecz histopatologii.